# British Commonwealth Games 1970/Leichtathletik
Bei den British Commonwealth Games 1970 in Edinburgh wurden in der Leichtathletik zwischen dem 17. und dem 25. Juli insgesamt 36 Wettbewerbe veranstaltet, davon 23 für Männer und 13 für Frauen. Austragungsort war das Meadowbank Stadium.

## Männer

### 100-Meter-Lauf
| Platz | Athlet          | Land | Zeit (s) |
| ----- | --------------- | ---- | -------- |
| 1     | Donald Quarrie  | JAM  | 10,24    |
| 2     | Lennox Miller   | JAM  | 10,32    |
| 3     | Hasely Crawford | TRI  | 10,33    |
| 4     | Gary Eddy       | AUS  | 10,34    |
| 5     | George Daniels  | GHA  | 10,38    |
| 6     | Rocky Symonds   | BER  | 10,42    |
| 7     | Errol Stewart   | JAM  | 10,50    |
| 8     | Les Piggot      | SCO  | 10,55    |

Finale: 18. Juli
Wind: 3,6 m/s

### 200-Meter-Lauf
| Platz | Athlet          | Land | Zeit (s) |
| ----- | --------------- | ---- | -------- |
| 1     | Donald Quarrie  | JAM  | 20,56    |
| 2     | Edwin Roberts   | TRI  | 20,69    |
| 3     | Charles Asati   | KEN  | 20,74    |
| 4     | Martin Reynolds | ENG  | 20,83    |
| 5     | Peter Norman    | AUS  | 20,86    |
| 6     | George Daniels  | GHA  | 20,97    |
| 7     | Gary Eddy       | AUS  | 21,01    |
| 8     | Julius Sang     | KEN  | 21,09    |

Finale: 22. Juli
Wind: 1,7 m/s

### 400-Meter-Lauf
| Platz | Athlet         | Land | Zeit (s) |
| ----- | -------------- | ---- | -------- |
| 1     | Charles Asati  | KEN  | 45,01    |
| 2     | Ross Wilson    | AUS  | 45,61    |
| 3     | Saimoni Tamani | FIJ  | 45,82    |
| 4     | Claver Kamanya | TAN  | 45,84    |
| 5     | Kent Bernard   | TRI  | 46,06    |
| 6     | Edwin Roberts  | TRI  | 46,13    |
| 7     | Clifton Forbes | JAM  | 46,19    |
| 8     | Julius Sang    | KEN  | 46,42    |

Finale: 23. Juli

### 800-Meter-Lauf
| Platz | Athlet               | Land | Zeit (min) |
| ----- | -------------------- | ---- | ---------- |
| 1     | Robert Ouko          | KEN  | 1:46,89    |
| 2     | Benedict Cayenne     | TRI  | 1:47,42    |
| 3     | Bill Smart           | CAN  | 1:47,43    |
| 4     | Chris Fisher         | AUS  | 1:47,78    |
| 5     | John Davies          | ENG  | 1:47,79    |
| 6     | Ralph Doubell        | AUS  | 1:47,86    |
| 7     | Martin Winbolt-Lewis | ENG  | 1:48,14    |
| 8     | Colin Campbell       | ENG  | 1:48,29    |

Finale: 25. Juli

### 1500-Meter-Lauf
| Platz | Athlet         | Land | Zeit (min) |
| ----- | -------------- | ---- | ---------- |
| 1     | Kipchoge Keino | KEN  | 3:36,68    |
| 2     | Dick Quax      | NZL  | 3:38,19    |
| 3     | Brendan Foster | ENG  | 3:40,63    |
| 4     | Peter Stewart  | SCO  | 3:40,64    |
| 5     | John Whetton   | ENG  | 3:41,28    |
| 6     | Ian McCafferty | SCO  | 3:42,21    |
| 7     | Phil Thomas    | WAL  | 3:42,64    |
| 8     | Chris Fisher   | AUS  | 3:43,69    |

Finale: 22. Juli

### 5000-Meter-Lauf
| Platz | Athlet         | Land | Zeit (min) |
| ----- | -------------- | ---- | ---------- |
| 1     | Ian Stewart    | SCO  | 13:22,85   |
| 2     | Ian McCafferty | SCO  | 13:23,34   |
| 3     | Kipchoge Keino | KEN  | 13:27,6    |
| 4     | Allan Rushmer  | ENG  | 13:29,8    |
| 5     | Ron Clarke     | AUS  | 13:32,4    |
| 6     | Dick Taylor    | ENG  | 13:33,8    |
| 7     | Dick Quax      | NZL  | 13:43,4    |
| 8     | John Ngeno     | KEN  | 13:44,6    |

Finale: 25. Juli

### 10.000-Meter-Lauf
| Platz | Athlet         | Land | Zeit (min) |
| ----- | -------------- | ---- | ---------- |
| 1     | Lachie Stewart | SCO  | 28:11,72   |
| 2     | Ron Clarke     | AUS  | 28:13,45   |
| 3     | Dick Taylor    | ENG  | 28:15,35   |
| 4     | Roger Matthews | ENG  | 28:21,49   |
| 5     | John Caine     | ENG  | 28:27,61   |
| 6     | John Ngeno     | KEN  | 28:31,41   |
| 7     | Philip Ndoo    | KEN  | 28:42,82   |
| 8     | Kerry O’Brien  | AUS  | 28:43,50   |

18. Juli

### Marathon
| Platz | Athlet               | Land | Zeit (min) |
| ----- | -------------------- | ---- | ---------- |
| 1     | Ron Hill             | ENG  | 2:09:28    |
| 2     | Jim Alder            | SCO  | 2:12:04    |
| 3     | Don Faircloth        | ENG  | 2:12:19    |
| 4     | Jack Foster          | NZL  | 2:14:44    |
| 5     | John Stephen Akhwari | TAN  | 2:15:05    |
| 6     | Bill Adcocks         | ENG  | 2:15:10    |
| 7     | Fergus Murray        | SCO  | 2:15:32    |
| 8     | Donald Macgregor     | SCO  | 2:16:53    |

23. Juli

### 110-Meter-Hürdenlauf
| Platz | Athlet               | Land | Zeit (s) |
| ----- | -------------------- | ---- | -------- |
| 1     | David Hemery         | ENG  | 13,66    |
| 2     | Mal Baird            | AUS  | 13,86    |
| 3     | Godfrey Murray       | JAM  | 14,02    |
| 4     | George Neeland       | CAN  | 14,27    |
| 5     | Brian Donnelly       | CAN  | 14,28    |
| 6     | Richard McDonald     | CAN  | 14,41    |
| 7     | Kwaku Ohene-Frempong | GHA  | 14,77    |
|       | Alan Pascoe          | ENG  | DNF      |

Finale: 18. Juli
Wind: 2,9 m/s

### 400-Meter-Hürdenlauf
| Platz | Athlet                 | Land | Zeit (s) |
| ----- | ---------------------- | ---- | -------- |
| 1     | John Sherwood          | ENG  | 50,03    |
| 2     | William Koskei         | UGA  | 50,15    |
| 3     | Charles Kipkemboi Yego | KEN  | 50,19    |
| 4     | John Akii-Bua          | UGA  | 51,14    |
| 5     | Dave Schärer           | ENG  | 51,17    |
| 6     | Bill Gairdner          | CAN  | 51,60    |
| 7     | Kingsley Agbabokha     | NGR  | 51,67    |
| 8     | Gary Knoke             | AUS  | 52,13    |

Finale: 21. Juli

### 3000-Meter-Hindernislauf
| Platz | Athlet             | Land | Zeit (min) |
| ----- | ------------------ | ---- | ---------- |
| 1     | Tony Manning       | AUS  | 8:26,2     |
| 2     | Ben Jipcho         | KEN  | 8:29,6     |
| 3     | Amos Biwott        | KEN  | 8:30,8     |
| 4     | Gareth Bryan-Jones | SCO  | 8:33,8     |
| 5     | Andy Holden        | ENG  | 8:34,6     |
| 6     | Benjamin Kogo      | KEN  | 8:36,2     |
| 7     | Bernie Hayward     | WAL  | 8:39,8     |
| 8     | Gerry Stevens      | ENG  | 8:49,4     |

Finale: 23. Juli

### 20 Meilen Gehen
| Platz | Athlet          | Land | Zeit (min) |
| ----- | --------------- | ---- | ---------- |
| 1     | Noel Freeman    | AUS  | 2:33:33    |
| 2     | Bob Gardiner    | AUS  | 2:35:55    |
| 3     | Bill Sutherland | SCO  | 2:37:24    |
| 4     | Bob Dobson      | ENG  | 2:39:55    |
| 5     | Ron Wallwork    | ENG  | 2:40:10    |
| 6     | Len Duquemin    | GUE  | 2:42:48    |
| 7     | Shaun Lightman  | ENG  | 2:44:50    |
| 8     | Felix Cappella  | CAN  | 2:45:16    |

18. Juli

### 4-mal-100-Meter-Staffel
| Platz | Land                | Athleten                                                   | Zeit (s) |
| ----- | ------------------- | ---------------------------------------------------------- | -------- |
| 1     | Jamaika             | Errol Stewart Lennox Miller Carl Lawson Donald Quarrie     | 39,46    |
| 2     | Ghana               | Mike Ahey James Addy Edward Owusu George Daniels           | 39,82    |
| 3     | England             | Ian Green Martin Reynolds Dave Dear Brian Green            | 40,05    |
| 4     | Schottland          | Ian Turnbull Les Piggot Stuart Bell Don Halliday           | 40,09    |
| 5     | Wales               | Terry Davies Lynn Davies John Williams Howard Davies       | 40,23    |
| 6     | Trinidad und Tobago | Wendell Mottley Carl Archer Hasely Crawford Edwin Roberts  | 40,37    |
| 7     | Nigeria             | Timon Oyebami Robert Ojo Benedict Majekodunmi Kola Abdulai | 40,98    |
| 8     | Nordirland          | Mike Bull Gerry Carson Joe Chivers John Kilpatrick         | 41,12    |

### 4-mal-400-Meter-Staffel
| Platz | Land                | Athleten                                                          | Zeit (min) |
| ----- | ------------------- | ----------------------------------------------------------------- | ---------- |
| 1     | Kenia               | Munyoro Nyamau Julius Sang Robert Ouko Charles Asati              | 3:03,63    |
| 2     | Trinidad und Tobago | Melvin Wong Shing Benedict Cayenne Kent Bernard Edwin Roberts     | 3:05,49    |
| 3     | England             | Martin Bilham Len Walters Mike Hauck John Sherwood                | 3:05,53    |
| 4     | Kanada              | Ian Gordon Larry Barton Doug Chapman Tony Powell                  | 3:06,43    |
| 5     | Jamaika             | Leighton Priestley Mahoney Samuels Byron Dyce Clifton Forbes      | 3:06,44    |
| 6     | Schottland          | Andrew Wood Dave Walker Mike Maclean Ricky Taylor                 | 3:09,09    |
| 7     | Nigeria             | Mamman Makama Gladstone Agbamu Anthony Egwunyenga Musa Dogon Yaro | 3:09,76    |
| 8     | Malawi              | Peter Ndovi Peter Njera Francisco Mvula Richard Nandolo           | 3:20,60    |

### Hochsprung
| Platz | Athlet                 | Land | Höhe (m) |
| ----- | ---------------------- | ---- | -------- |
| 1     | Lawrie Peckham         | AUS  | 2,14     |
| 2     | John Hawkins           | CAN  | 2,12     |
| 3     | Sheikh Tidiane Faye    | GAM  | 2,10     |
| 4     | Bhim Singh             | IND  | 2,06     |
| 5     | Rick Cuttell           | CAN  | 2,06     |
| 6     | Anthony Holbrook-Smith | GHA  | 2,06     |
| 7     | David Wilson           | SCO  | 2,04     |
| 8     | Mike Campbell          | ENG  | 2,01     |

Finale: 18. Juli

### Stabhochsprung
| Platz | Athlet        | Land | Höhe (m) |
| ----- | ------------- | ---- | -------- |
| 1     | Mike Bull     | NIR  | 5,10     |
| 2     | Alan Kane     | CAN  | 4,90     |
| 3     | Bob Raftis    | CAN  | 4,90     |
| 4     | Ray Boyd      | AUS  | 4,85     |
| 5     | Bruce Simpson | CAN  | 4,60     |
| 6     | Gordon Rule   | SCO  | 4,50     |
| 7     | Stuart Tufton | ENG  | 4,50     |
| 8     | Dave Lease    | WAL  | 4,50     |

23. Juli

### Weitsprung
| Platz | Athlet           | Land | Weite (m) |
| ----- | ---------------- | ---- | --------- |
| 1     | Lynn Davies      | WAL  | 8,06 w    |
| 2     | Phil May         | AUS  | 7,94      |
| 3     | Alan Lerwill     | ENG  | 7,94 w    |
| 4     | Mike Ahey        | GHA  | 7,78 w    |
| 5     | Dave Norris      | NZL  | 7,64      |
| 6     | Dave Walker      | SCO  | 7,51 w    |
| 7     | Geoff Hignett    | ENG  | 7,49 w    |
| 8     | Hamish Robertson | SCO  | 7,37 w    |

Finale: 22. Juli

### Dreisprung
| Platz | Athlet              | Land | Weite (m) |
| ----- | ------------------- | ---- | --------- |
| 1     | Phil May            | AUS  | 16,72     |
| 2     | Mick McGrath        | AUS  | 16,41     |
| 3     | Mohinder Singh Gill | IND  | 15,90     |
| 4     | Abraham Munabi      | UGA  | 15,87 w   |
| 5     | Johnson Amoah       | GHA  | 15,73     |
| 6     | Labh Singh          | IND  | 15,70     |
| 7     | Samuel Igun         | NGR  | 15,67     |
| 8     | Patrick Onyango     | KEN  | 15,61     |

Finale: 25. Juli

### Kugelstoßen
| Platz | Athlet          | Land | Weite (m) |
| ----- | --------------- | ---- | --------- |
| 1     | Dave Steen      | CAN  | 19,21     |
| 2     | Jeff Teale      | ENG  | 18,43     |
| 3     | Les Mills       | NZL  | 18,40     |
| 4     | Geoff Capes     | ENG  | 17,06     |
| 5     | Brian Caulfield | CAN  | 16,83     |
| 6     | Mike Lindsay    | SCO  | 16,77     |
| 7     | Martyn Lucking  | ENG  | 16,71     |
| 8     | John Walters    | WAL  | 16,05     |

25. Juli

### Diskuswurf
| Platz | Athlet          | Land | Weite (m) |
| ----- | --------------- | ---- | --------- |
| 1     | George Puce     | CAN  | 59,02     |
| 2     | Les Mills       | NZL  | 57,84     |
| 3     | Bill Tancred    | ENG  | 56,68     |
| 4     | Arthur McKenzie | ENG  | 55,34     |
| 5     | Zig Strauts     | CAN  | 55,20     |
| 6     | Robin Tait      | NZL  | 53,82     |
| 7     | Joe Antunovich  | NZL  | 53,50     |
| 8     | Mike Cushion    | ENG  | 51,34     |

22. Juli

### Hammerwurf
| Platz | Athlet          | Land | Weite (m) |
| ----- | --------------- | ---- | --------- |
| 1     | Howard Payne    | ENG  | 67,80     |
| 2     | Bruce Fraser    | ENG  | 62,90     |
| 3     | Barry Williams  | ENG  | 61,58     |
| 4     | Lawrie Bryce    | SCO  | 61,42     |
| 5     | Praveen Kumar   | IND  | 60,34     |
| 6     | Warwick Nicholl | NZL  | 60,02     |
| 7     | Gary Salmond    | CAN  | 59,94     |
| 8     | Mike Cairns     | CAN  | 59,34     |

18. Juli

### Speerwurf
| Platz | Athlet             | Land | Weite (m) |
| ----- | ------------------ | ---- | --------- |
| 1     | Dave Travis        | ENG  | 79,50     |
| 2     | John McSorley      | ENG  | 76,74     |
| 3     | John FitzSimons    | ENG  | 73,20     |
| 4     | Sig Koscik         | AUS  | 73,12     |
| 5     | Wilfred Mwalawanda | MAW  | 71,72     |
| 6     | David Birkmyre     | SCO  | 70,38     |
| 7     | Ken Holmes         | WAL  | 68,62     |
| 8     | Bill Heikkila      | CAN  | 66,60     |

23. Juli

### Zehnkampf
| Platz | Athlet         | Land | Punkte |
| ----- | -------------- | ---- | ------ |
| 1     | Geoff Smith    | AUS  | 7492   |
| 2     | Peter Gabbett  | ENG  | 7469   |
| 3     | Barry King     | ENG  | 7201   |
| 4     | Jim Smith      | ENG  | 7033   |
| 5     | Steve Spencer  | CAN  | 6863   |
| 6     | Gordon Stewart | CAN  | 6863   |
| 7     | Roger Main     | NZL  | 6548   |
| 8     | Ian Grant      | SCO  | 6048   |

22. Juli

## Frauen

### 100-Meter-Lauf
| Platz | Athletin        | Land | Zeit (s) |
| ----- | --------------- | ---- | -------- |
| 1     | Raelene Boyle   | AUS  | 11,26    |
| 2     | Alice Annum     | GHA  | 11,32    |
| 3     | Marion Hoffman  | AUS  | 11,36    |
| 4     | Val Peat        | ENG  | 11,38    |
| 5     | Helen Golden    | SCO  | 11,52    |
| 6     | Anita Neil      | ENG  | 11,54    |
| 7     | Stephanie Berto | CAN  | 11,63    |
| 8     | Liz Sutherland  | SCO  | 11,72    |

Finale: 18. Juli
Wind: 5,3 m/s

### 200-Meter-Lauf
| Platz | Athletin           | Land | Zeit (s) |
| ----- | ------------------ | ---- | -------- |
| 1     | Raelene Boyle      | AUS  | 22,75    |
| 2     | Alice Annum        | GHA  | 22,86    |
| 3     | Margaret Critchley | ENG  | 23,16    |
| 4     | Helen Golden       | SCO  | 23,42    |
| 5     | Maureen Tranter    | ENG  | 23,52    |
| 6     | Jennifer Lamy      | AUS  | 23,62    |
| 7     | Marion Hoffman     | AUS  | 23,79    |
| 8     | Penny Hunt         | NZL  | 23,84    |

Finale: 22. Juli
Wind: 4,0 m/s

### 400-Meter-Lauf
| Platz | Athletin          | Land | Zeit (s) |
| ----- | ----------------- | ---- | -------- |
| 1     | Marilyn Neufville | JAM  | 51,02    |
| 2     | Sandra Brown      | AUS  | 53,66    |
| 3     | Judith Ayaa       | UGA  | 53,77    |
| 4     | Jannette Champion | ENG  | 54,27    |
| 5     | Barbara Lyall     | SCO  | 54,78    |
| 6     | Avril Bowring     | ENG  | 54,79    |
| 7     | Avril Beattie     | SCO  | 54,81    |
| 8     | Maeve Kyle        | NIR  | 55,78    |

Finale: 23. Juli

### 800-Meter-Lauf
| Platz | Athletin          | Land | Zeit (min) |
| ----- | ----------------- | ---- | ---------- |
| 1     | Rosemary Stirling | SCO  | 2:06,24    |
| 2     | Pat Lowe          | ENG  | 2:06,27    |
| 3     | Cheryl Peasley    | AUS  | 2:06,33    |
| 4     | Gloria Dourass    | WAL  | 2:08,64    |
| 5     | Sylvia Potts      | NZL  | 2:09,76    |
| 6     | Penny Werthner    | CAN  | 2:10,01    |
| 7     | Georgena Craig    | SCO  | 2:16,14    |
| 8     | Sheila Carey      | ENG  | 2:18,57    |

Finale: 25. Juli

### 1500-Meter-Lauf
| Platz | Athletin           | Land | Zeit (min) |
| ----- | ------------------ | ---- | ---------- |
| 1     | Rita Ridley        | ENG  | 4:18,8     |
| 2     | Joan Page          | ENG  | 4:19,0     |
| 3     | Thelma Fynn        | CAN  | 4:19,1     |
| 4     | Val Robinson       | NZL  | 4:21,0     |
| 5     | Penny Werthner     | CAN  | 4:21,3     |
| 6     | Norine Braithwaite | ENG  | 4:22,2     |
| 7     | Margaret MacSherry | SCO  | 4:23,6     |
| 8     | Christine Haskett  | SCO  | 4:23,8     |

23. Juli
Zwei Meter vor dem Ziel stürzte die führende Neuseeländerin Sylvia Potts vor Entkräftung und fiel auf den neunten Platz zurück.

### 100-Meter-Hürdenlauf
| Platz | Athletin           | Land | Zeit (s) |
| ----- | ------------------ | ---- | -------- |
| 1     | Pam Kilborn        | AUS  | 13,27    |
| 2     | Maureen Caird      | AUS  | 13,73    |
| 3     | Christine Bell     | ENG  | 13,82    |
| 4     | Penny McCallum     | AUS  | 13,82    |
| 5     | Mary Peters        | NIR  | 13,88    |
| 6     | Sue Scott          | ENG  | 14,05    |
| 7     | Carmen Smith-Brown | JAM  | 14,44    |
| 8     | Liz Damman         | CAN  | 14,78    |

Finale: 
Wind: -0,3 m/s

### 4-mal-100-Meter-Staffel
| Platz | Land       | Athletinnen                                                            | Zeit (s) |
| ----- | ---------- | ---------------------------------------------------------------------- | -------- |
| 1     | Australien | Pam Kilborn Jennifer Lamy Marion Hoffman Raelene Boyle                 | 44,14    |
| 2     | England    | Anita Neil Margaret Critchley Madeleine Cobb Val Peat                  | 44,28    |
| 3     | Kanada     | Joan Hendry Joyce Sadowick Patty Loverock Stephanie Berto              | 44,68    |
| 4     | Schottland | Patricia Pennycook Liz Sutherland Anne Wilson Helen Golden             | 45,46    |
| 5     | Jamaika    | Adlin Mair-Clarke Carmen Smith-Brown Yvonne Saunders Marilyn Neufville | 45,56    |
| 6     | Wales      | Michele Smith Pat Shiels Ruth Martin-Jones Hilary Davies               | 46,56    |
| 7     | Nordirland | Adrienne Lynch Noleen McGarvey Maeve Kyle Linda Teskey                 | 46,76    |
| 8     | Nigeria    | Jumoke Bodunrin Emilia Edet Modupe Oshikoya Evelyn Urhobo              | 47,07    |

### Hochsprung
| Platz | Athletin             | Land | Höhe (m) |
| ----- | -------------------- | ---- | -------- |
| 1     | Debbie Brill         | CAN  | 1,78     |
| 2     | Ann Wilson           | ENG  | 1,70     |
| 3     | Moira Walls          | SCO  | 1,70     |
| 4     | Audrey Reid          | JAM  | 1,67     |
| 5     | Debbie Van Kiekebelt | CAN  | 1,67     |
| 6     | Dorothy Shirley      | ENG  | 1,62     |
| 6     | Modupe Oshikoya      | NGR  | 1,62     |
| 6     | Janet Oldall         | ENG  | 1,62     |

25. Juli

### Weitsprung
| Platz | Athletin             | Land | Weite (m) |
| ----- | -------------------- | ---- | --------- |
| 1     | Sheila Sherwood      | ENG  | 6,73      |
| 2     | Ann Wilson           | ENG  | 6,50      |
| 3     | Joan Hendry          | CAN  | 6,28      |
| 4     | Alix Stevenson       | SCO  | 6,23      |
| 5     | Moira Walls          | SCO  | 6,20      |
| 6     | Brenda Eisler        | CAN  | 6,11      |
| 7     | Barbara-Anne Barrett | ENG  | 6,11      |
| 8     | Jinty Jamieson       | SCO  | 6,02      |

23. Juli

### Kugelstoßen
| Platz | Athletin        | Land | Weite (m) |
| ----- | --------------- | ---- | --------- |
| 1     | Mary Peters     | NIR  | 15,93     |
| 2     | Barbara Poulsen | NZL  | 15,87     |
| 3     | Jean Roberts    | AUS  | 15,32     |
| 4     | Anna Karner     | AUS  | 14,52     |
| 5     | Brenda Bedford  | ENG  | 14,15     |
| 6     | Diane Charteris | NZL  | 13,59     |
| 7     | Joan Pavelich   | CAN  | 13,57     |
| 8     | Marlene Kurt    | CAN  | 13,55     |

23. Juli

### Diskuswurf
| Platz | Athletin        | Land | Weite (m) |
| ----- | --------------- | ---- | --------- |
| 1     | Rosemary Payne  | SCO  | 54,46     |
| 2     | Jean Roberts    | AUS  | 51,02     |
| 3     | Carol Martin    | CAN  | 48,42     |
| 4     | Anna Karner     | AUS  | 48,16     |
| 5     | Joan Pavelich   | CAN  | 48,12     |
| 6     | Brenda Bedford  | ENG  | 46,12     |
| 7     | Sally Flynn     | NZL  | 45,86     |
| 8     | Diane Charteris | NZL  | 44,12     |

18. Juli

### Speerwurf
| Platz | Athletin              | Land | Weite (m) |
| ----- | --------------------- | ---- | --------- |
| 1     | Petra Rivers          | AUS  | 52,00     |
| 2     | Anne Farquhar         | ENG  | 50,82     |
| 3     | Jay Dahlgren          | CAN  | 49,54     |
| 4     | Angela King           | ENG  | 48,00     |
| 5     | Averil Williams       | WAL  | 47,70     |
| 6     | Carol Martin          | CAN  | 44,86     |
| 7     | Constance Rwabiryagye | UGA  | 42,02     |
| 8     | Sally Flynn           | NZL  | 39,94     |

25. Juli

### Fünfkampf
| Platz | Athletin          | Land | Punkte |
| ----- | ----------------- | ---- | ------ |
| 1     | Mary Peters       | NIR  | 5148   |
| 2     | Ann Wilson        | ENG  | 5037   |
| 3     | Jenny Meldrum     | CAN  | 4736   |
| 4     | Moira Walls       | SCO  | 4704   |
| 5     | Sue Scott         | ENG  | 4681   |
| 6     | Ruth Martin-Jones | WAL  | 4497   |
| 7     | Shirley Clelland  | ENG  | 4458   |
| 8     | Yvonne Saunders   | JAM  | 4441   |

22. Juli